# Maison au 14, rue Clovis-Hugues à Aix-en-Provence
La maison au 14, rue Clovis-Hugues (ex-rue du Roi) est une maison située à Aix-en-Provence. 

## Histoire
La porte fait l'objet d'une inscription au titre des monuments historiques par arrêté du 25 mars 1929.